# Osorno (provincie)
Osorno is een provincie van Chili in de regio Los Lagos. De provincie telde 234.122 inwoners in 2017 en heeft een oppervlakte van 9224 km². Hoofdstad is Osorno.

## Gemeenten
Osorno is verdeeld in zeven gemeenten:
- Osorno
- Puerto Octay
- Purranque
- Puyehue
- Río Negro
- San Juan de la Costa
- San Pablo